# Кардешка
Кардешка (Кардишка) — река в России, протекает в Вожегодском районе Вологодской области. Устье реки находится в 48 км по правому берегу реки Вотча. Длина реки составляет 11 км.
Населённых пунктов по берегам реки нет.

## Данные водного реестра
По данным государственного водного реестра России относится к Двинско-Печорскому бассейновому округу, водохозяйственный участок реки — озеро Кубенское и реки Сухона от истока до Кубенского гидроузла, речной подбассейн реки — Сухона. Речной бассейн реки — Северная Двина.
Код объекта в государственном водном реестре — 03020100112103000005368.